# György Csete
György Csete (Szentes, 5 novembre 1937 – Budapest, 28 giugno 2016) è stato un architetto ungherese.

## Biografia

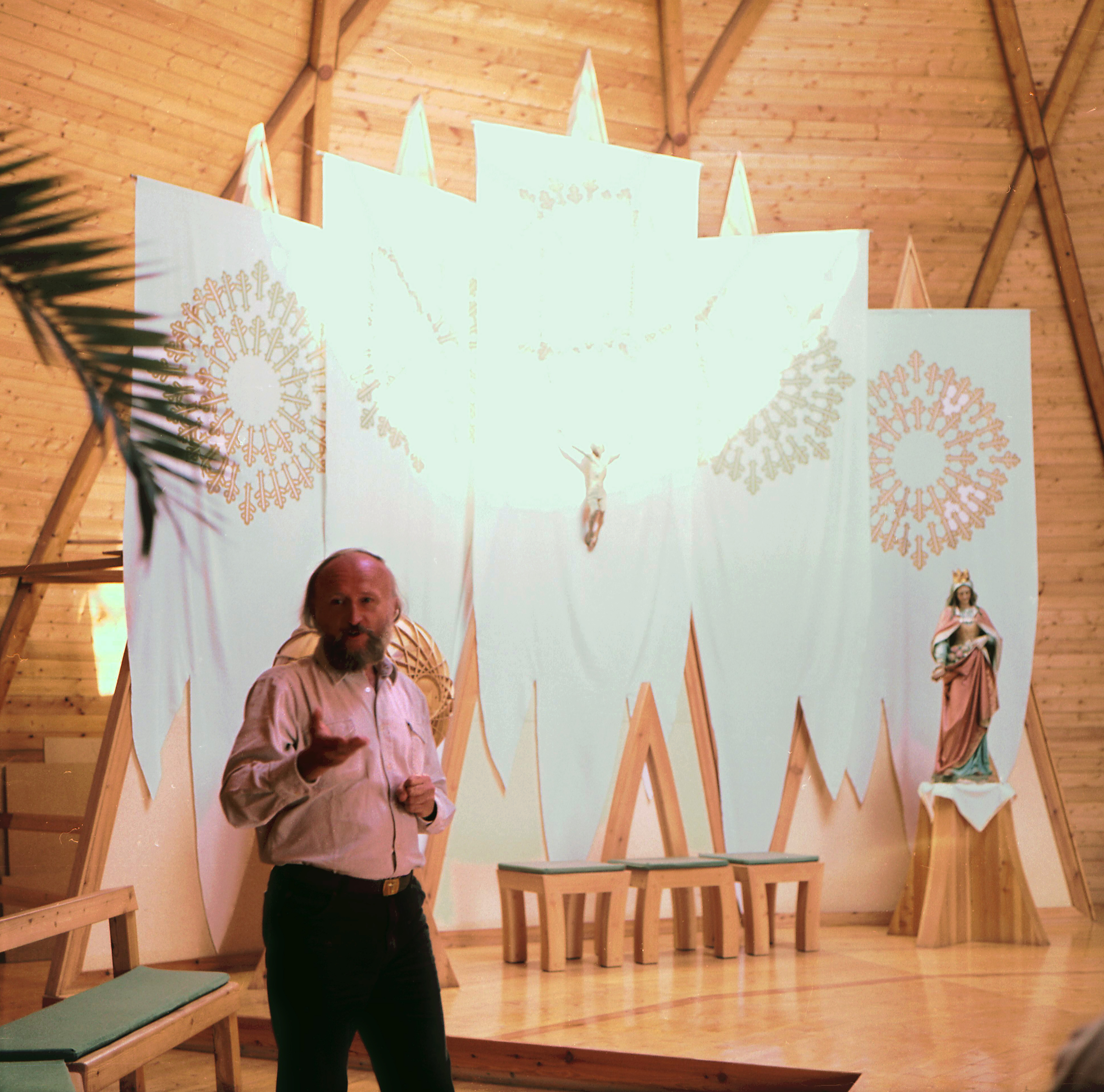
György Csete nel 1986 presso la chiesa di Halásztelek, edificata nel 1981

György Csete si laureò presso l'Università Tecnica di Budapest nel 1961 e, successivamente, insegnò presso le università di Pécs, Budapest e Innsbruck. Al fianco di Imre Makovecz, viene considerato il principale esponente dell'architettura organica ungherese, attirando l'attenzione degli osservatori internazionali soprattutto per la sua interpretazione del postmodernismo negli anni Settanta e Ottanta. A tale stile appartengono perlopiù opere architettoniche che si rifanno ai modelli in Art Nouveau ungherese (ad esempio quelle create da Ödön Lechner), ad Antoni Gaudí e al teosofo Rudolf Steiner, nonché alla mitizzazione nazionale dei magiari.
Le opere principali di Csetes includono la Chiesa di sant'Elisabetta realizzata a Halásztelek (1976-1982) e la Chiesa della Foresta (con annesso museo) ultimata nel 1992 a Ópusztaszer come memoriale della confisca delle terre ungheresi.

## Riconoscimenti
Csete è stato membro dell'Associazione degli architetti ungheresi e membro fondatore dell'Università ungherese di belle arti. Ha ricevuto diversi premi per il suo lavoro:
- Premio d'arte ungherese (1990; Magyar Művészetért Díj).
- Premio Miklós Ybl (1992; Ybl Miklós-díj)
- Premio Kossuth, il più alto riconoscimento statale in Ungheria per i settori dell'arte e della cultura (1997).
- Premio del patrimonio ungherese (1999; Magyar Örökség Díj)
- Premio Prima Primissima (2005; Prima Primissima díj)
- Medaglia d'oro dell'Accademia d'Ungheria (2010; Magyar Művészeti Akadémia Aranyérm).

## Galleria d'immagini

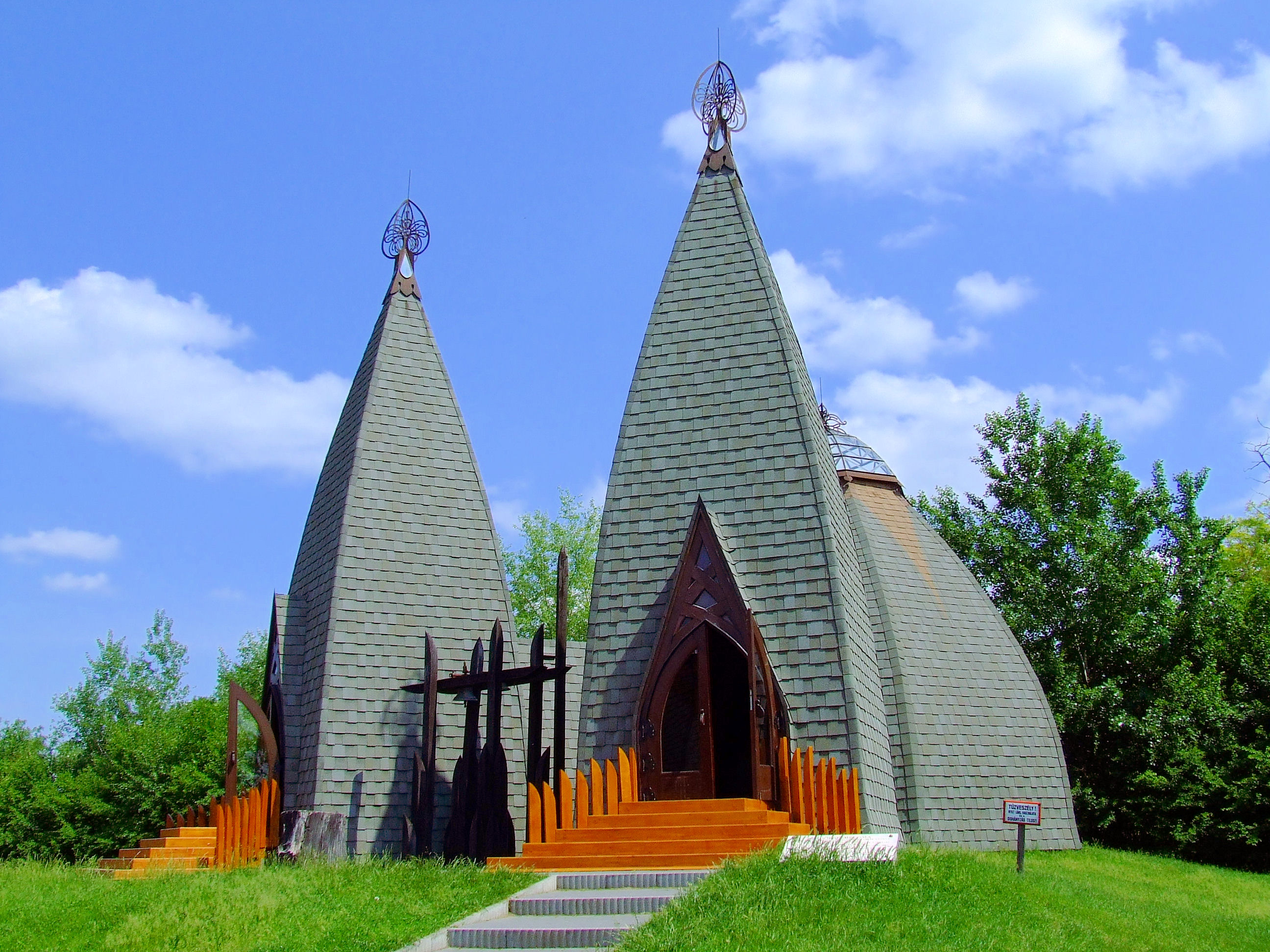
Chiesa nella Foresta (1992)
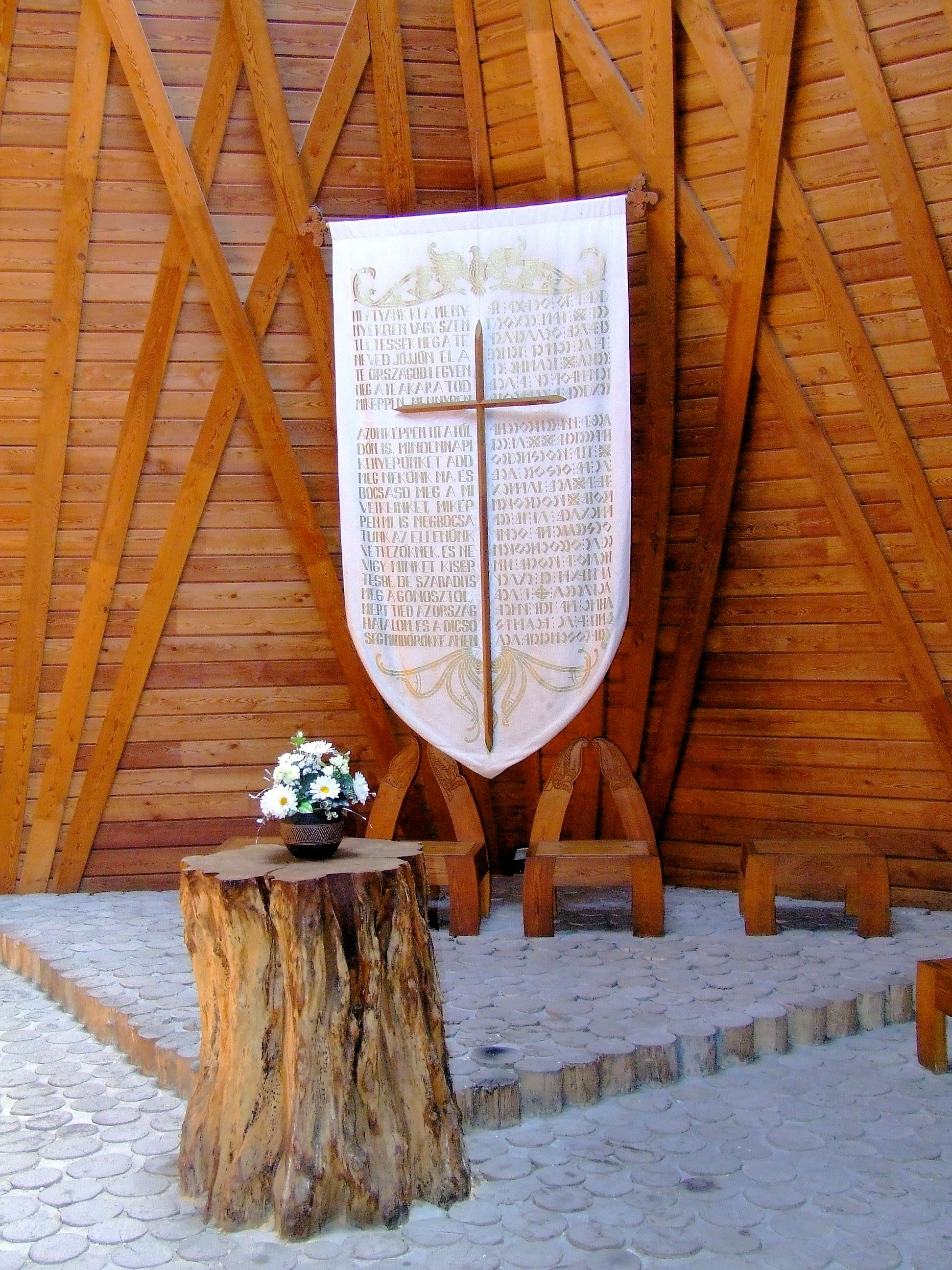
Chiesa nella Foresta (1992)
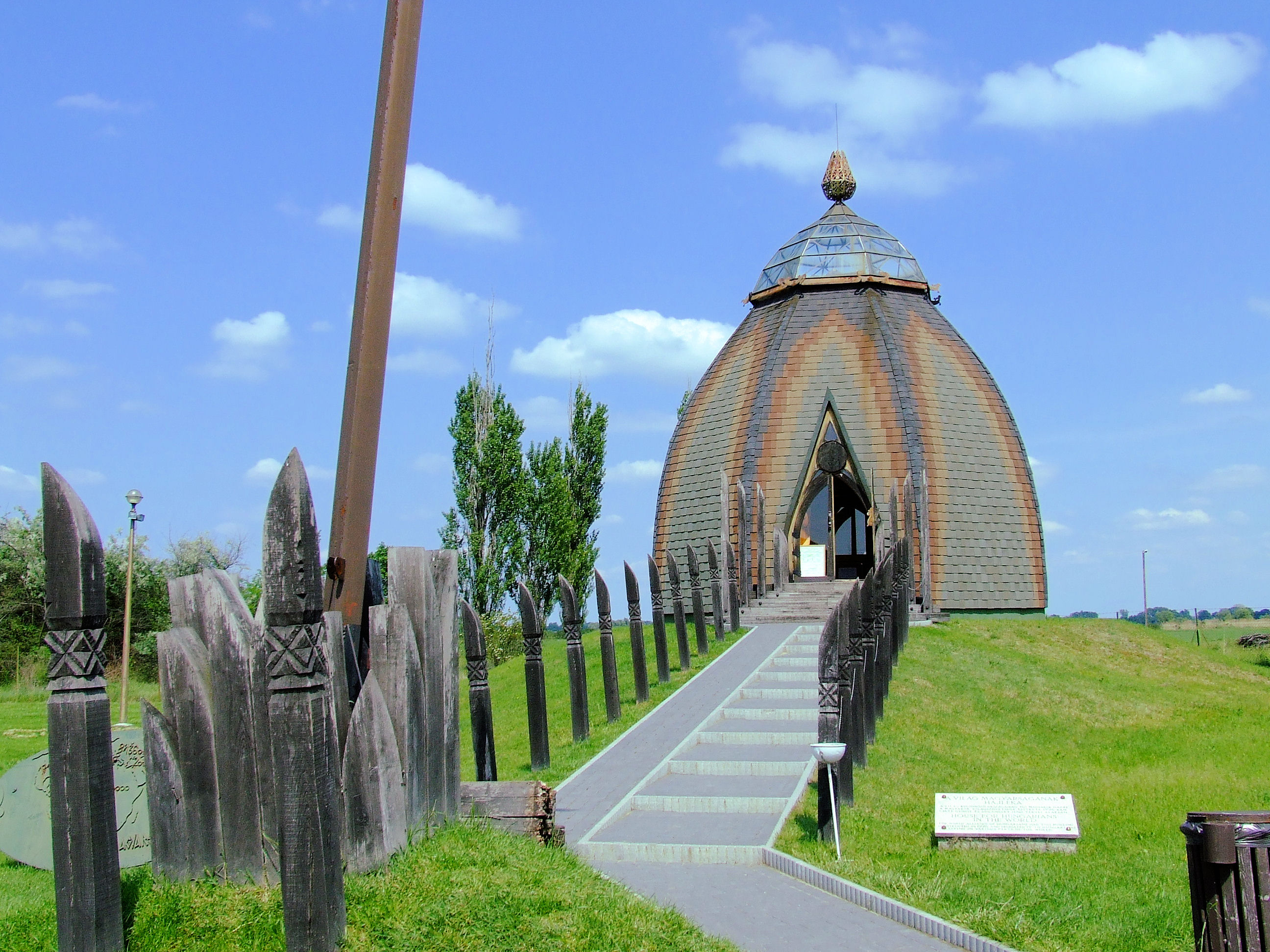
Casa degli Ungheresi (2007)
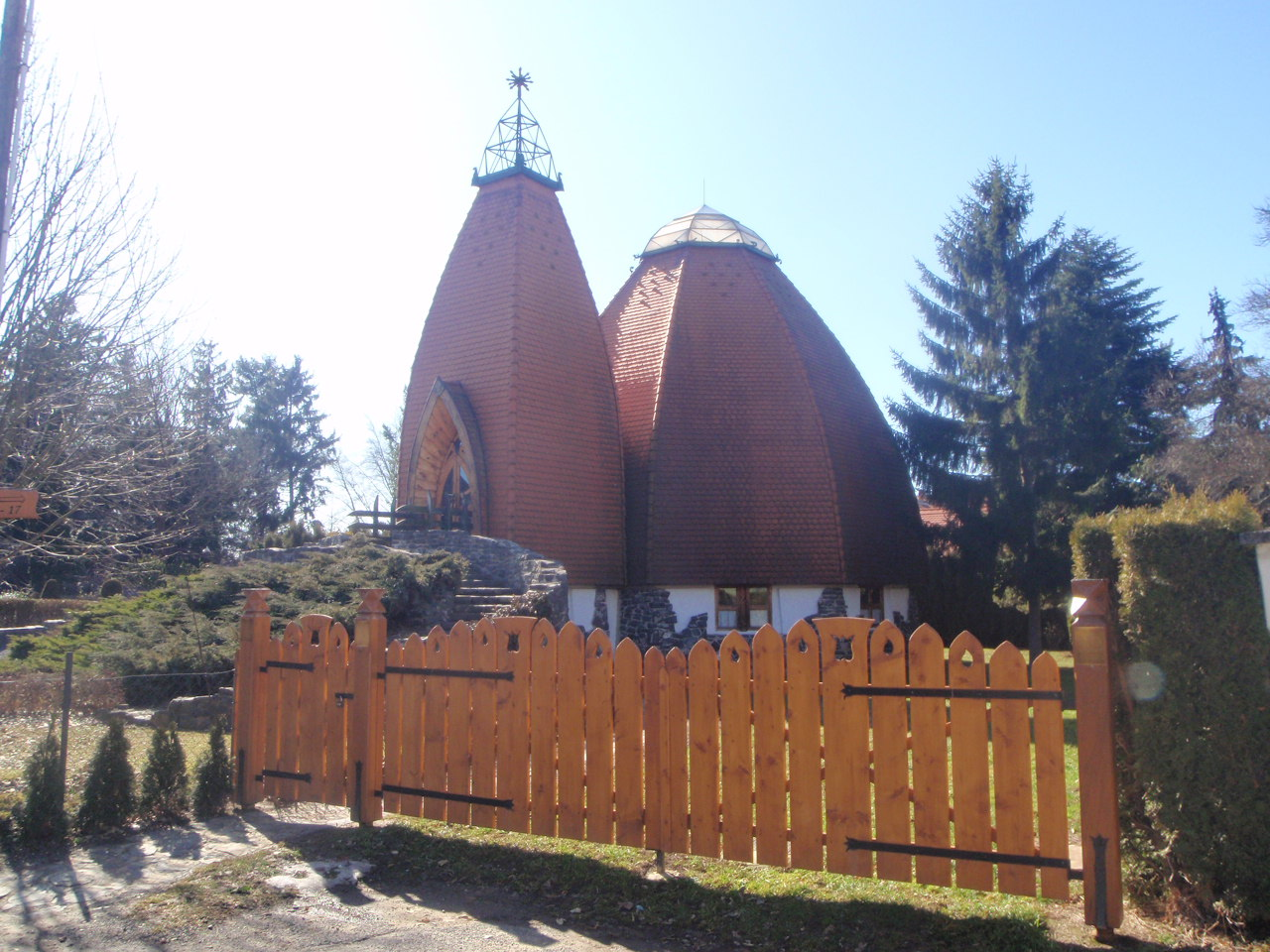
Chiesa riformata di Güns  (2010)
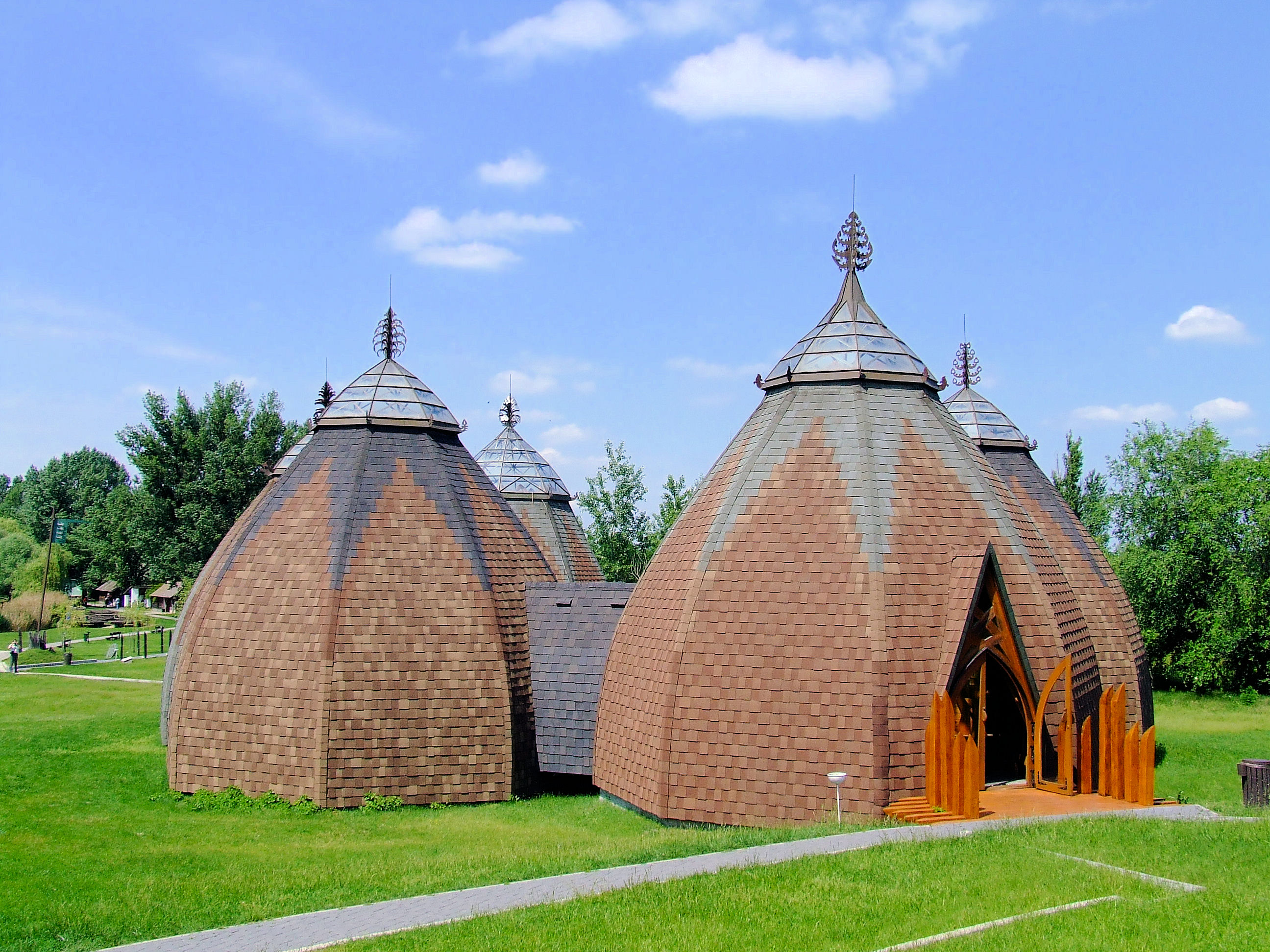
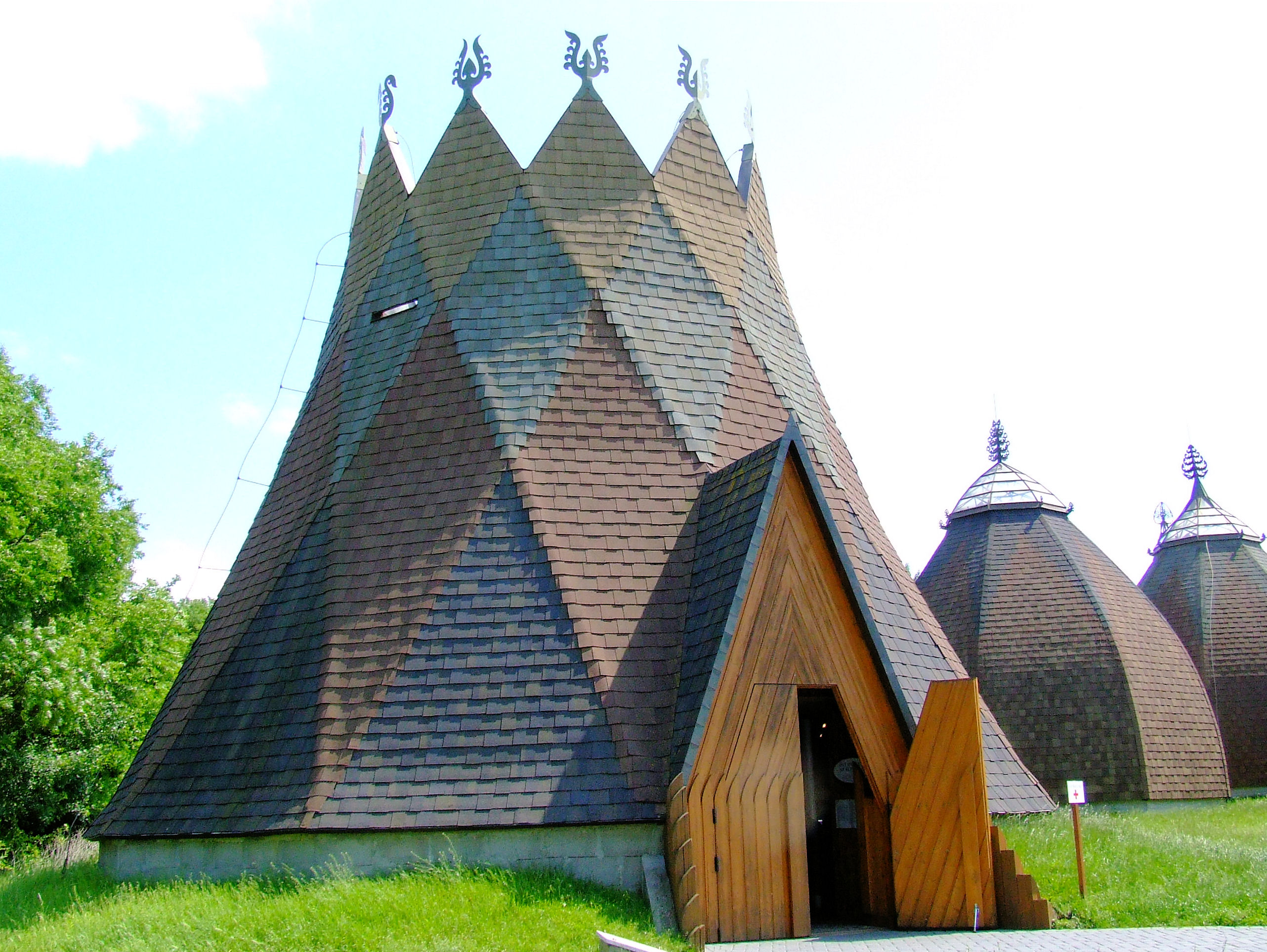
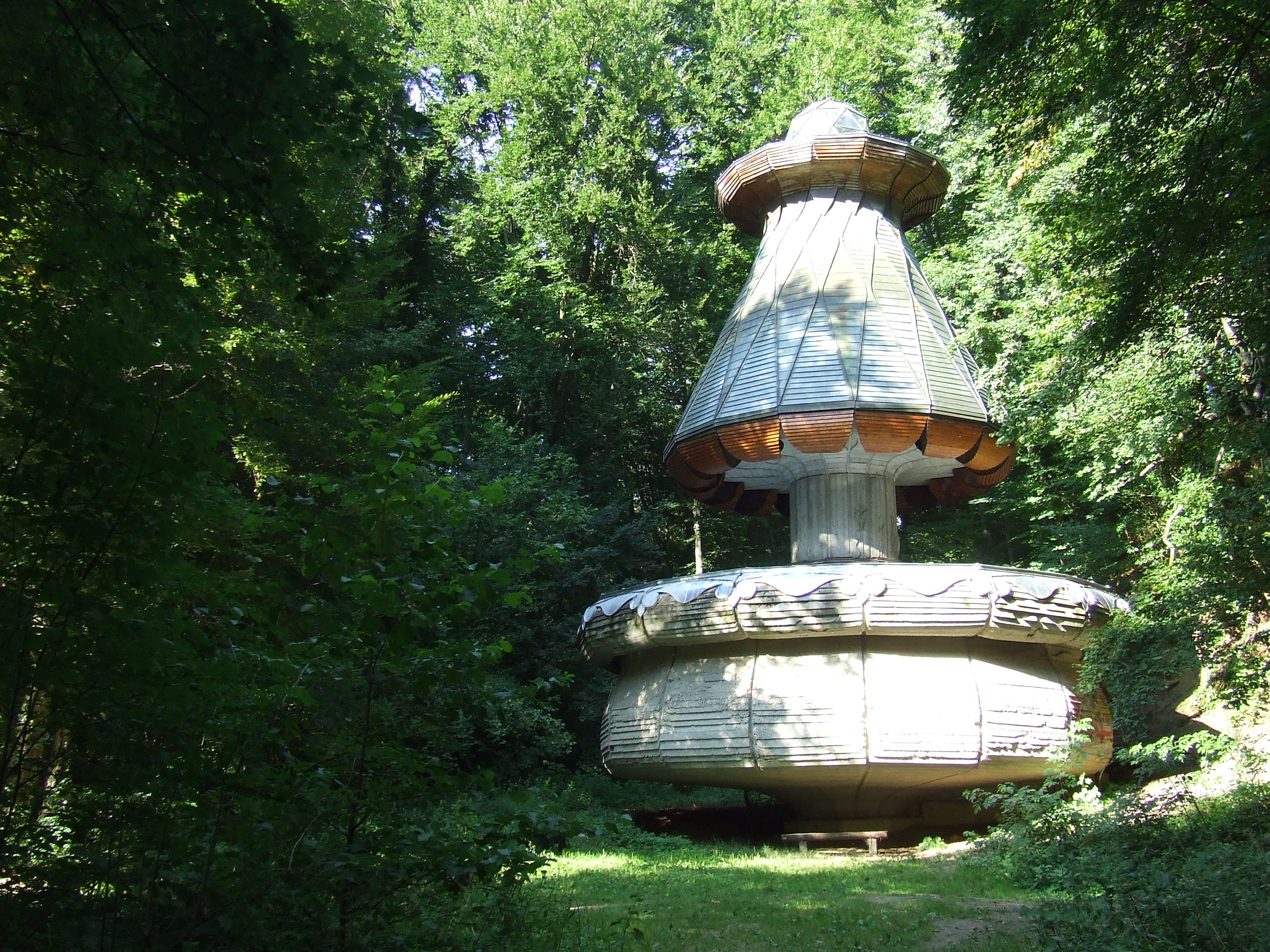
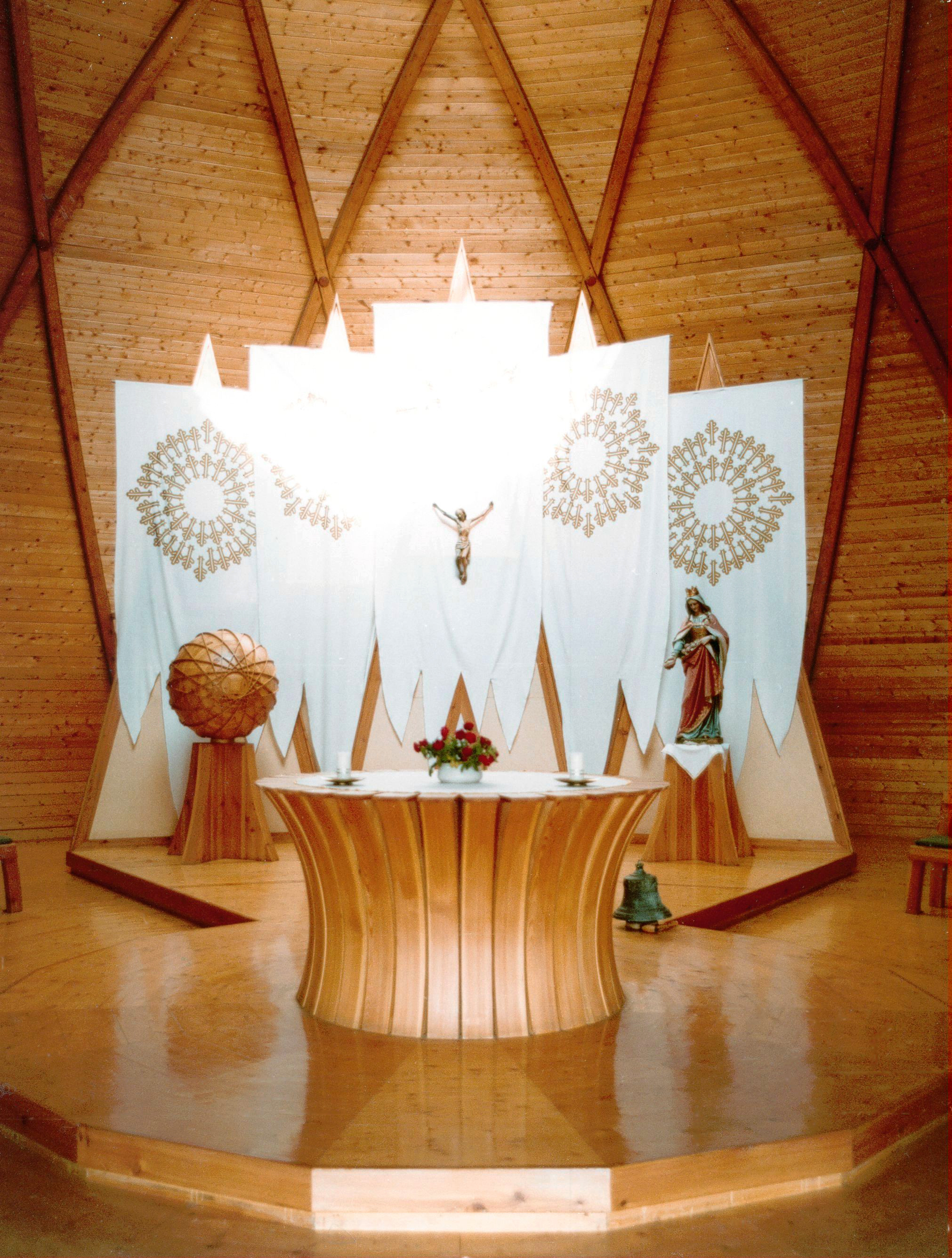
Altare della chiesa di Halásztelek, 1986 (progetto del 1981)
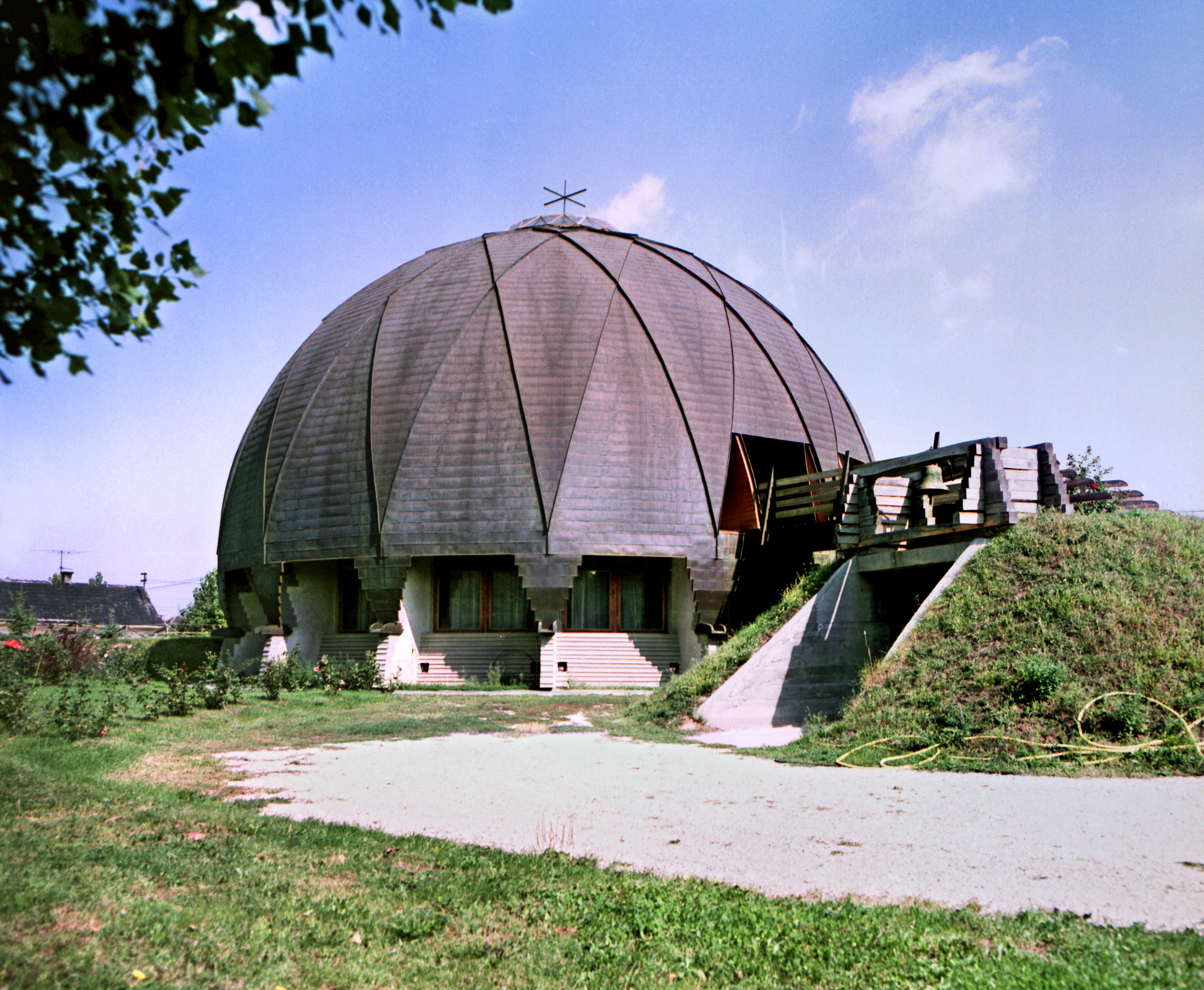
Esterno della chiesa di Halásztelek, 1986 (progetto del 1981)
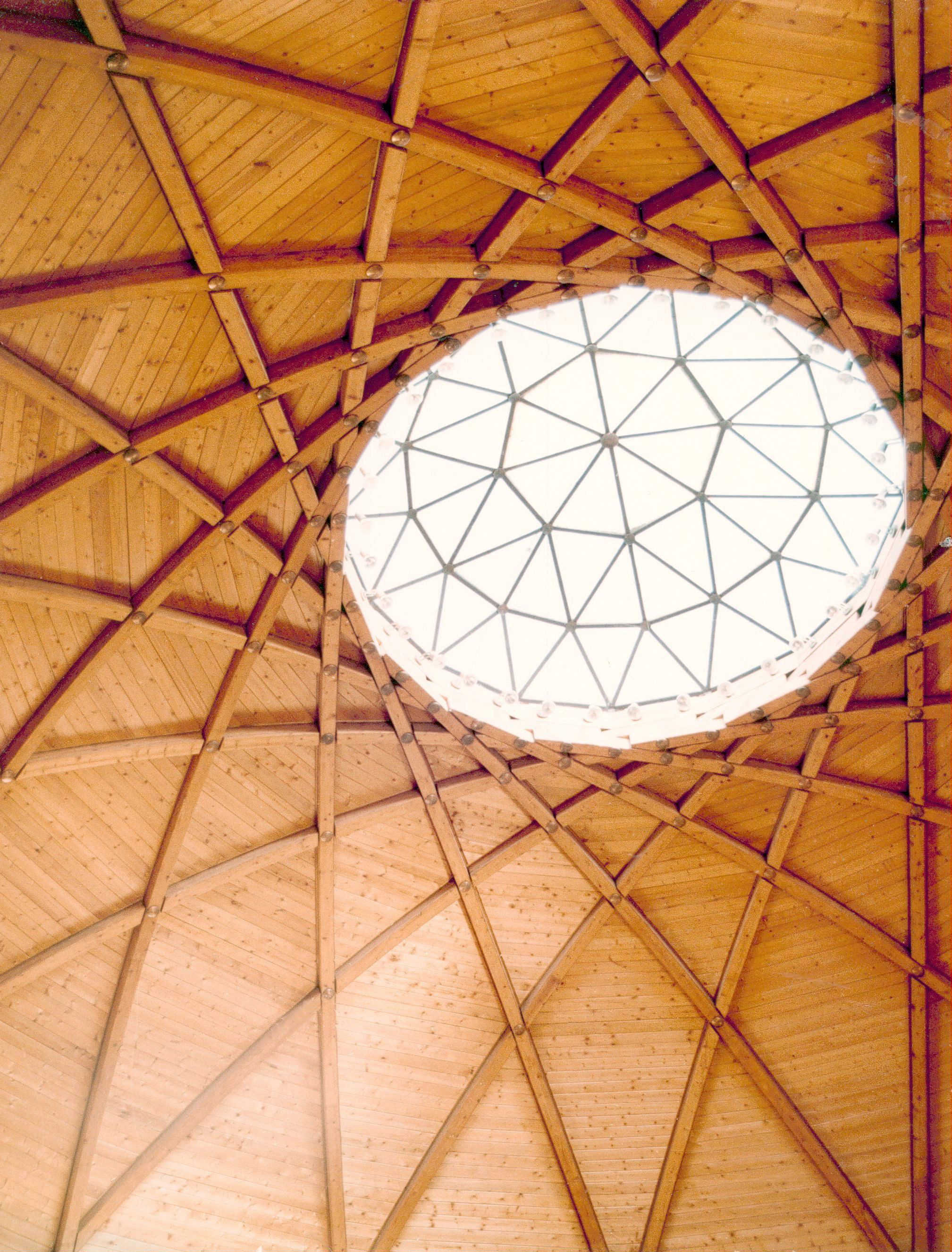
Cupola in legno della chiesa di Halásztelek, 1986 (progetto del 1981)
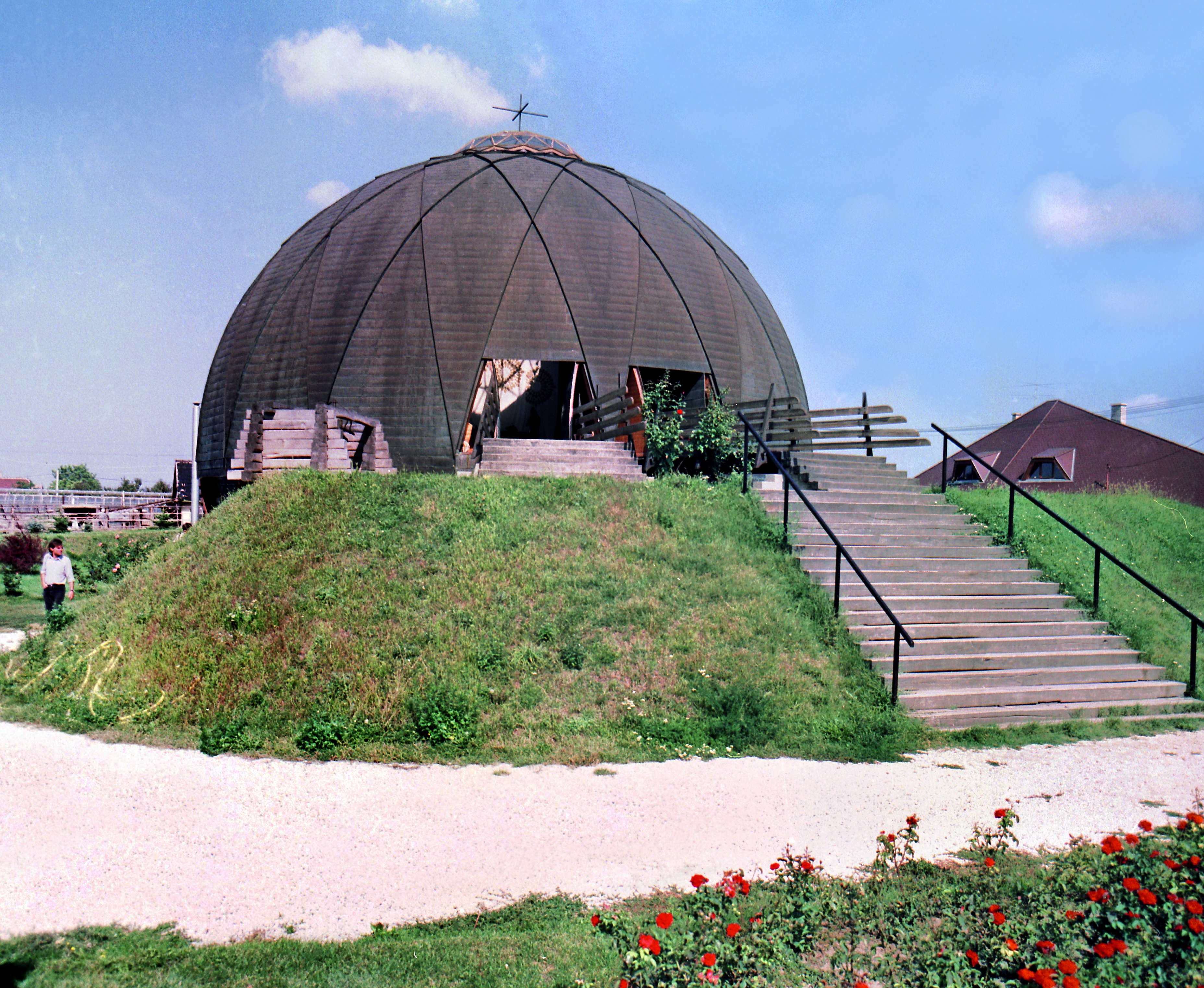
Esterno della chiesa di Halásztelek, 1986 (progetto del 1981)